# Reema Abdo
Reema Abdo (Aden, 19 maggio 1963) è un'ex nuotatrice canadese.
Specializzata nel dorso ha vinto la medaglia di bronzo nella staffetta 4x100 m misti alle Olimpiadi di Los Angeles 1984.

## Palmarès
- Olimpiadi

Los Angeles 1984: bronzo nella staffetta 4x100 m misti.